# Lisa Fonssagrives

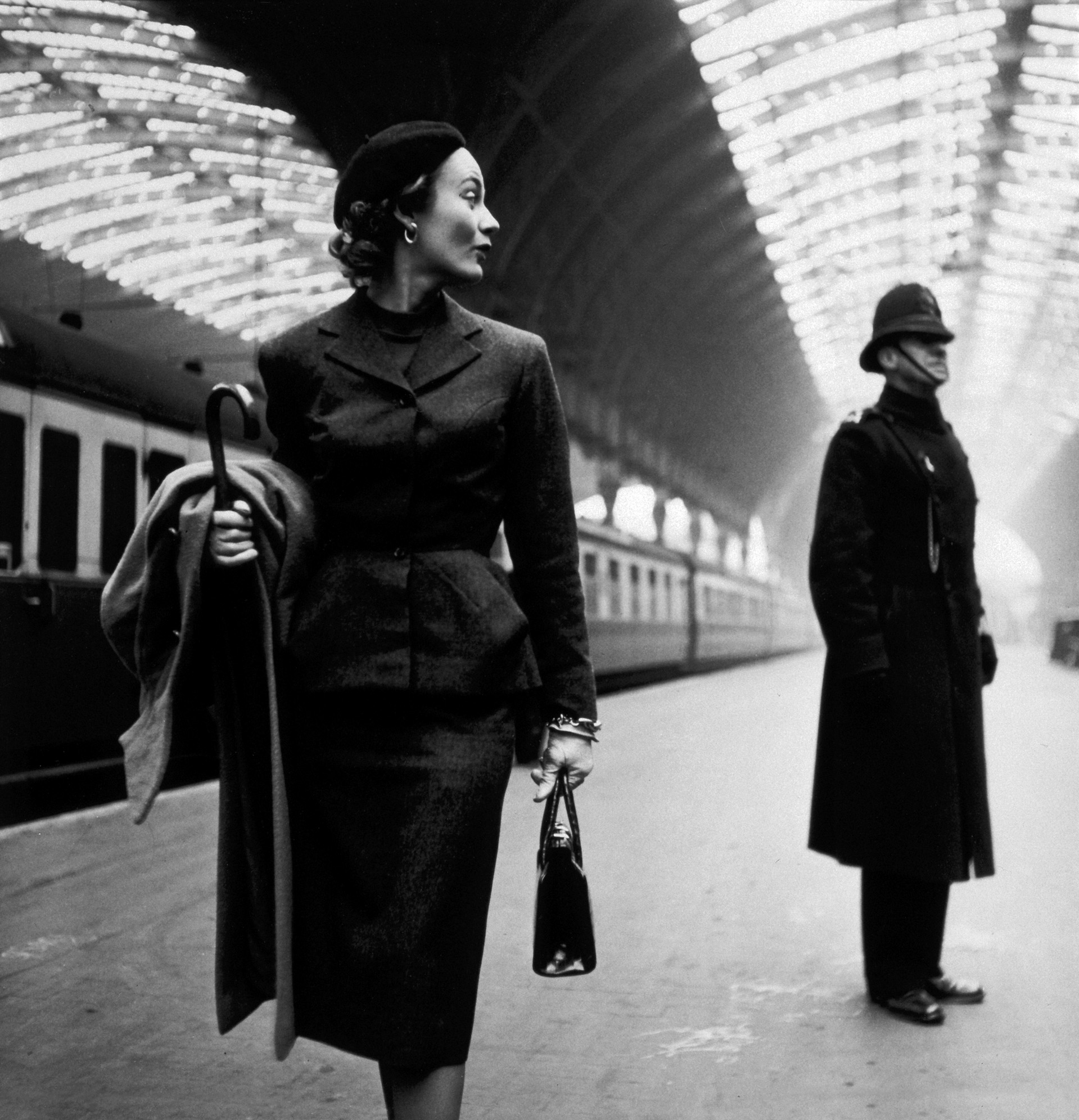
Lisa Fonssagrives op Paddington Station, Londen (foto: Toni Frissell)

Lisa Fonssagrives, geboren als Lisa Birgitta Bernstone (Uddevalla, 17 mei 1911 – New York, 4 februari 1992), was een Zweeds model. Ze wordt gezien als eerste supermodel in de historie.

## Levensloop
Fonssagrives studeerde kunst en dans aan de school van Mary Wigman in Berlijn. In de jaren dertig ontmoette ze fotograaf Fernand Fonssagrives in Parijs. Ze trouwde in 1935 met hem. In de jaren daarna brak ze door als internationaal model. Haar foto stond onder andere op de cover van Vanity Fair, Life, Time en Vogue. Ze werkte met Man Ray, Horst P. Horst, Toni Frissell en Richard Avedon.
Nadat ze was gescheiden van Fonssagrives, trouwde ze in 1950 met fotograaf Irving Penn. Op oudere leeftijd was ze actief als beeldhouwer.
Lisa Fonssagrives-Penn-Bernstone overleed in 1992 op 80-jarige leeftijd.
- Bibsys: 90966578
- Bibliothèque nationale de France: cb125304826 (data)
- Gemeinsame Normdatei: 119296446
- International Standard Name Identifier: 0000 0000 5787 6485
- KulturNav: f8b89169-c375-49cc-a25d-81ff70b263be
- Library of Congress Control Number: n85812020
- RKD-Nederlands Instituut voor Kunstgeschiedenis: 254206
- LIBRIS: 408869
- SNAC: w6ns1dv6
- Union List of Artist Names: 500338276
- Virtual International Authority File: 69735762
- WorldCat: E39PBJj4xTXFCVcQkb9YHbM773